# 聖君
聖君（471年）是北魏時期領導司馬小君年号。

## 纪年
| 聖君 | 元年  |
| 公元 | 471年 |
| 干支 | 辛亥  |

## 參看
- 中国年号索引
- 同期存在的其他政权年号
  - 泰始（465年十二月—471年十二月）：南朝宋宋明帝刘彧的年号
  - 皇興（467年八月-471年八月）：北魏政权北魏獻文帝拓跋弘年号
  - 延興（471年八月-476年六月）：北魏政权北魏孝文帝拓跋宏年号